# Канаш (Заинский район)
Канаш (чув. Канаш) — деревня в Заинском районе Татарстана. Входит в состав Поручиковского сельского поселения.

## География
Находится в восточной части Татарстана на расстоянии приблизительно 15 км на юго-запад по прямой от железнодорожной станции города Заинск у речки Сарапала.

## История
Основана чувашами в 1928—1929 годах переселенцами из села Сарапала.

## Этимология
Слово «канаш» переводится как совет, соглашение, договор, взаимопонимание.

## Население
Постоянных жителей было: 
- в 1938 году — 367 человек,
- в 1949 году — 367 человек,
- в 1958 году — 285 человек,
- в 1970 году — 275 человек,
- в 1979 году — 143 человека[1],
- в 2002 году — 91 человек (чуваши 86 %)[3],
- в 2010 году — 93 человека.